# Emilia Attias
María Emilia Attias (Buenos Aires, 20 de março de 1987) é uma atriz, modelo, cantora, apresentadora e DJ argentina. Foi a protagonista do filme Dolores, uma coprodução entre Argentina e Brasil.

## Biografia
Nasceu em Buenos Aires, Argentina, em 20 de março de 1987, seus pais são Carlos Attias e Hebe Ada Rosa Pompei, separados quando ela tinha seis anos.
Tem quatro irmãos, Luciana, as gêmeas Bárbara e Agustina, e seu irmão caçula Gonzalo.
Entre 2009 e 2024, foi casada com o ator e humorista Naim Sibara, com quem tem uma filha, Gina Sibara, nascida em 2016.

## Carreira
Emilia começou a trabalhar aos 12 anos como modelo, e assim visitou muitos lugares ao redor do mundo. No ano de 2003 participa do videoclipe de Emanuel Horvilleur, "Soy tu nena", e da novela Rebelde Way, na pele de Celeste.
Seu primeiro papel fixo foi na série "No hay 2 sin 3", em 2004, em que interpretou diversos personagens em diferentes esquetes, com destaque para Bárbara no segmento "Ricos y Mocosos". No ano seguinte participou dos programas "Ayer te ví", "Call TV" e Los Roldan. Além disso é chamada para fazer teatro, e participa da obra "Inolvidable", onde recebe um grande destaque e é nomeada a "Revelação" nos prêmios "Estrella de Mar" (prêmio ao teatro Argentino).
Em 2005, Attias interpreta Lucía em seu primeiro filme, "Matar a Videla", que estreia nos cinemas no ano de 2010. Por essa interpretação, ela foi nomeada aos Prêmios Cóndor de Plata como "Atriz Revelação" em 2011.
Em 2006 participa do elenco de "Gladiadores de Pompeya", na pele de "Lucero" e é chamada para "Showmatch", para participar de "Bailando por un sueño 2", da qual foi finalista. Também participa do clipe de Ricardo Arjona, "Pingüinos en la cama".
Mas é no ano de 2007, com 19 anos, que chega seu primeiro papel protagonista, com a novela Casi ángeles, em que interpreta a Cielo Mágico, e é nomeada ao Prêmio Martín Fierro, como "Protagonista feminina de comédia". E na terceira temporada da novela faz a personagem de Paz Bauer (sua própria filha na ficção). No ano seguinte é a condutora do programa "Re-creo en vos", e participa novamente de "Bailando por un sueño 2010".
Em 2011 volta aos cinemas e protagoniza o filme dramático "El secreto de Lucía", em que interpreta a Lucía. Também participa do filme "Días de Vinilo" na pele de Lila.
Volta à TV em 2012, com o papel principal em "Los únicos 2", onde interpreta Mia. Também protagoniza dois capítulos da minissérie "Viento Sur", o capítulo "El Marucho" como Sofía Ludueña, e "Viento Rojo" como Cersei Karnstein. Em outubro desse ano, grava no Uruguai sua participação como Natalia na minissérie "Histórias de Diván", que é estrelado na Argentina, em Israel e no Uruguai em 2013.
Em 2013, é condutora do programa especial de "Reef Classic" no canal Space e conduz também o "Reef Classic Montañita 2013", no Equador. Nesse ano também participa como Lupe, na novela Los Vecinos en Guerra.
No ano de 2014 é a protagonista de Mis amigos de siempre, com a personagem Bárbara. Também grava o filme "Contrasangre", que protagoniza junto a Juan Palomino. Ainda é nomeada pelo público aos prêmios Kids Choice Awards Argentina 2014, como "Atriz favorita" pelo seu trabalho em "Mis amigos de siempre".
Em 2015, protagonizou junto com Leticia Brédice a obra de teatro "OrguYo". Também protagonizou a minissérie "Cromo" e fez seu primeiro curta como diretora, "El reflejo", além de protagonizar mais dois curtas para o programa Fashion TV.
Em 2016, protagoniza o filme Dolores, uma coprodução entre Argentina e Brasil, que estreia na Argentina em agosto daquele ano. Além disso, em setembro do mesmo ano estreia "El muerto cuenta su história", onde interpreta a Bea.
Em 2017 viaja para o Rio de Janeiro, para a pré-estreia do filme Dolores.  Também estreia "Ojalá vivas tiempos interesantes" na Argentina, filme em que fez uma participação como Laia. Neste mesmo ano é nomeada à Melhor atriz, pela sua interpretação no filme "El secreto de Lucía" no 12 Months Film Festival 2017, na Romênia , e é premiada com uma Menção Especial a Melhor atriz, também pelo filme "El secreto de Lucía", no 8° Five Continents International Film Festival da Venezuela. Também pelo filme "El secreto de Lucía", é premiada como Melhor Atriz no South Film and Arts Academy Festival do Chile  e no Vancouver Alternative Cinema Festival do Canadá.
Em 2018 é premiada como Melhor Atriz no San Antonio Independent Film Festival , no Equador  , e a Melhor Atriz Internacional no Festival Internacional de Cine de Autor da Espanha.
Em 2019 estreia o filme "La sequía" e se torna a apresentadora do programa de viagens "Resto del Mundo". 
No ano de 2020, no decorrer da quarentena na Argentina, gravou o filme "Esencial", que estreou no FicMonterrey, no México, na categoria "Paisagens Latinoamericanos" em 2021. 
Em 2021 estreou o filme "Una sola Noche", que protagonizou com seu ex-marido, o também ator, Naim Sibara,  e a minissérie "Victória, Psicóloga Vengadora", no Prime Video. 
Já em 2022 estreou o filme "En la mira", uma coprodução argentina-uruguaia, em que interpreta a CEO Ximena Solís. 

## Prêmios
| Ano  | Prêmio                                      | Categoria                      | Trabalho indicado                  | Resultado |
| ---- | ------------------------------------------- | ------------------------------ | ---------------------------------- | --------- |
| 2006 | Prêmio Estrella de Mar                      | Revelação                      | Inolvidable, una historia de humor | Indicado  |
| 2007 | Martín Fierro                               | Atriz Protagonista de Comédia  | Casí Ángeles                       | Indicado  |
| 2011 | Cóndor de Plata                             | Atriz Revelação                | Matar a Videla                     | Indicado  |
| 2014 | Kids Choice Awards Argentina                | Atriz Favorita                 | Mis amigos de siempre              | Indicado  |
| 2016 | Prêmios Nuevas Miradas                      | Melhor Atriz                   | Cromo                              | Indicado  |
| 2017 | 12 Months Film Festival                     | Melhor Atriz                   | El Secreto de Lucía                | Indicado  |
| 2017 | Five Continents International Film Festival | Menção Especial - Melhor Atriz | El Secreto de Lucía                | Venceu    |
| 2017 | South Film and Arts Academy Festival        | Melhor Atriz                   | El Secreto de Lucía                | Venceu    |
| 2017 | Vancouver Alternative Cinema Festival       | Melhor Atriz                   | El Secreto de Lucía                | Venceu    |
| 2018 | San Antonio Independent Film Festival/      | Melhor Atriz                   | El Secreto de Lucía                | Venceu    |
| 2018 | Festival Internacional de Cine de Autor     | Melhor Atriz Internacional     | El Secreto de Lucía                | Venceu    |

## Cinema
| Ano  | Título                           | Papel        | Diretor                     | Notas          |
| ---- | -------------------------------- | ------------ | --------------------------- | -------------- |
| 2010 | Matar a Videla                   | Lucía        | Nicolás Capelli             | Coadjuvante    |
| 2012 | Días de Vinilo                   | Lila         | Gabriel Nesci               | Coprotagonista |
| 2014 | El secreto de Lucía              | Lucía        | Becky Garello               | Protagonista   |
| 2015 | Contrasangre                     | Analía       | Nacho Garassino             | Protagonista   |
| 2016 | Dolores                          | Dolores      | Juan Dickinson              | Protagonista   |
| 2016 | El muerto cuenta su historia     | Bea          | Fabián Forte                | Coprotagonista |
| 2017 | Ojalá vivas tiempos interesantes | Laia         | Santiago Van Dam            | Coadjuvante    |
| 2019 | La Sequía                        | Fran         | Martín Jáuregui             | Protagonista   |
| 2021 | Esencial                         | Julia        | Who                         | Protagonista   |
| 2021 | Una sola Noche                   | Lucía        | Luis Hitoshi Díaz           | Protagonista   |
| 2022 | En la mira                       | Ximena Solís | Ricardo Hornos e Carlos Gil | Coprotagonista |

## Teatro
| Ano       | Obra                               | Personagem   | Papel                 |
| --------- | ---------------------------------- | ------------ | --------------------- |
| 2006      | Inolvidable: Una historia de humor | Emilia       | Elenco principal      |
| 2007-2008 | Casi ángeles                       | Cielo Mágico | Protagonista          |
| 2009      | Casi ángeles                       | Paz Bauer    | Protagonista          |
| 2015      | OrguYo                             | Lana         | Protagonista          |
| 2016      | El otro lado de la cama            | Paula        | Participação especial |

## Televisão
| Ano       | País                          | Título                                   | Personagem                  | Canal                             | Papel                                          |
| --------- | ----------------------------- | ---------------------------------------- | --------------------------- | --------------------------------- | ---------------------------------------------- |
| 2003      | Argentina                     | Rebelde Way                              | Celeste                     | Canal 9                           | Participação especial (Temporada 2)            |
| 2004      | Argentina                     | Los Roldán                               | Magda                       | Canal 9                           | Participação especial                          |
| 2004-2005 | Argentina                     | No hay 2 sin 3                           | Bárbara                     | Canal 9                           | Esquete "Ricos y Mocosos"                      |
| 2005      | Argentina                     | Call TV                                  | Ela mesma                   | Canal 9                           | Apresentadora                                  |
| 2005      | Argentina                     | Ayer te ví                               | Ela mesma                   | Canal 9                           | Coapresentadora                                |
| 2006      | Argentina                     | Gladiadores de Pompeya                   | Lucero                      | Canal 9                           | Personagem secundário                          |
| 2006      | Argentina                     | Bailando por un sueño 2                  | Ela mesma                   | Canal 13                          | Participante (finalista)                       |
| 2007-2010 | Argentina                     | Casi ángeles                             | Cielo Mágico                | Telefe                            | Protagonista                                   |
| 2007-2010 | Argentina                     | Casi ángeles                             | Paz Bauer                   | Telefe                            | Protagonista                                   |
| 2010      | Argentina                     | Re-creo en vos                           | Ela mesma                   | Canal 13                          | Apresentadora                                  |
| 2010      | Argentina                     | Bailando por un sueño 2010               | Ela mesma                   | Canal 13                          | Participante                                   |
| 2012      | Argentina                     | Los únicos                               | Mía Horgensen               | Canal 13                          | Protagonista (Temporada 2)                     |
| 2013      | Argentina                     | Los Vecinos en Guerra                    | Guadalupe "Lupe" Villanueva | Telefe                            | Participação especial                          |
| 2013      | Argentina · Uruguai · Israel  | Histórias de diván                       | Natalia                     | Telefe                            | Episódio: "Natalia busca su lugar en el mundo" |
| 2013      | Equador                       | Reef Classic Pilsen Light Montañita 2013 | Ela mesma                   | TC Televisión                     | Apresentadora                                  |
| 2013-2014 | Argentina                     | Mis amigos de siempre                    | Bárbara Delgado             | Canal 13                          | Protagonista                                   |
| 2014      | Argentina                     | Viento Sur                               | Sofía Ludueña               | América TV                        | Episódio: "El Marucho"                         |
| 2014      | Argentina                     | Viento Sur                               | Cersei Karnstein            | América TV                        | Episódio: "Viento Rojo"                        |
| 2015      | Argentina                     | Cromo                                    | Valentina                   | TV Pública                        | Protagonista                                   |
| 2019      | Argentina                     | Premios Fund TV                          | Ela mesma                   | Volver                            | Apresentadora                                  |
| 2019-2021 | Argentina                     | Resto del Mundo                          | Ela mesma                   | Canal 13                          | Apresentadora                                  |
| 2020      | Argentina · México · Colômbia | Chef a domicilio                         | Ela mesma                   | Discovery Home & Health           | Participante                                   |
| 2021      | Argentina                     | Victória, Psicóloga Vegadora             | Emili                       | Prime Video                       | Protagonista, Episodio 3: "Emili L."           |
| 2025      | Argentina                     | Verdad Administrada                      | Ela mesma                   | DIRECTV (TV) e DGO Latam (Stream) | Apresentadora                                  |

## Diretora
2015 - Corto "El reflejo" (Fashion TV) - El Trece

## Discografia

### Álbums de estúdio
| Título        | Detalhes                                                                         |  |
| ------------- | -------------------------------------------------------------------------------- |  |
| Título        | Detalhes                                                                         |  |
| Teen Angels 1 | - Publicação: 17 de abril de 2007 - Etiqueta: Sony Music Argentina - Formato: CD |  |
| Teen Angels 2 | - Publicação: 15 de abril 2008 - Etiqueta: Sony Music Argentina - Formato: CD    |  |
| Teen Angels 3 | - Publicação: 7 de abril de 2009 - Etiqueta: Sony Music Argentina - Formato: CD  |  |

### Álbums ao vivo
| Ano  | Informação                                |
| ---- | ----------------------------------------- |
| 2008 | Casi Ángeles en el Gran Rex               |
| 2009 | Casi Ángeles En Vivo Teatro Gran Rex 2009 |

### Temas musicais
| Ano  | Título                       | Álbum               |
| ---- | ---------------------------- | ------------------- |
| 2007 | "Casi Ángeles"               | Teen Angels 1       |
| 2007 | "Voy Por Más"                | Teen Angels 1       |
| 2007 | "No te rindas"               | Teen Angels 1       |
| 2007 | "Dos Ojos"                   | Teen Angels 1       |
| 2007 | "Valiente"                   | Teen Angels 1       |
| 2007 | "Para vos"                   | Teen Angels 1       |
| 2007 | "Te amaré por siempre"       | Teen Angels 1       |
| 2007 | "Un ángel"                   | Teen Angels 1       |
| 2007 | "Tan alegre el corazón"      | Teen Angels 1       |
| 2008 | "Señas tuyas"                | Teen Angels 2       |
| 2008 | "Río de besos"               | Teen Angels 2       |
| 2008 | "Guarda tu fé"               | Teen Angels 2       |
| 2009 | "Cuando llegue tu amor"      | Teen Angels 3       |
| 2011 | "Dicen que yo"               | El secreto de Lucía |
| 2011 | "Desde que no estas conmigo" | Días de Vinilo      |

### Videoclips
| Ano  | Artista             | Video                       |
| ---- | ------------------- | --------------------------- |
| 2014 | La Armada Cósmica   | "Botón"                     |
| 2010 | Gin Tonic           | La Argentina esta barata    |
| 2010 | Minou               | Renacimiento (en Israel) 3D |
| 2010 | Re.creo en vos      | Re.creo                     |
| 2008 | Casi Ángeles        | Señas tuyas                 |
| 2007 | Casi Ángeles        | Dos ojos                    |
| 2007 | Casi Ángeles        | Casi Ángeles                |
| 2007 | Casi Ángeles        | Voy por más                 |
| 2006 | Ricardo Arjona      | Pingüinos en la cama        |
| 2003 | Emmanuel Horvilleur | Soy tu nena                 |

### Trilhas sonoras
| Ano   | Título                     | Telenovela/filme |
| ----- | -------------------------- | ---------------- |
| 2007  | Voy por más                | Telenovela       |
| 2007  | Dos ojos                   | Telenovela       |
| 2010  | Re.Creo en vos             | Programa         |
| 20011 | Dicen que yo               | Película         |
| 2011  | Desde que no estas conmigo | Película         |